# Coxsackie (hrabstwo Greene)
Coxsackie – wieś w Stanach Zjednoczonych, w stanie Nowy Jork, w hrabstwie Genesee.